# Harald Vogel

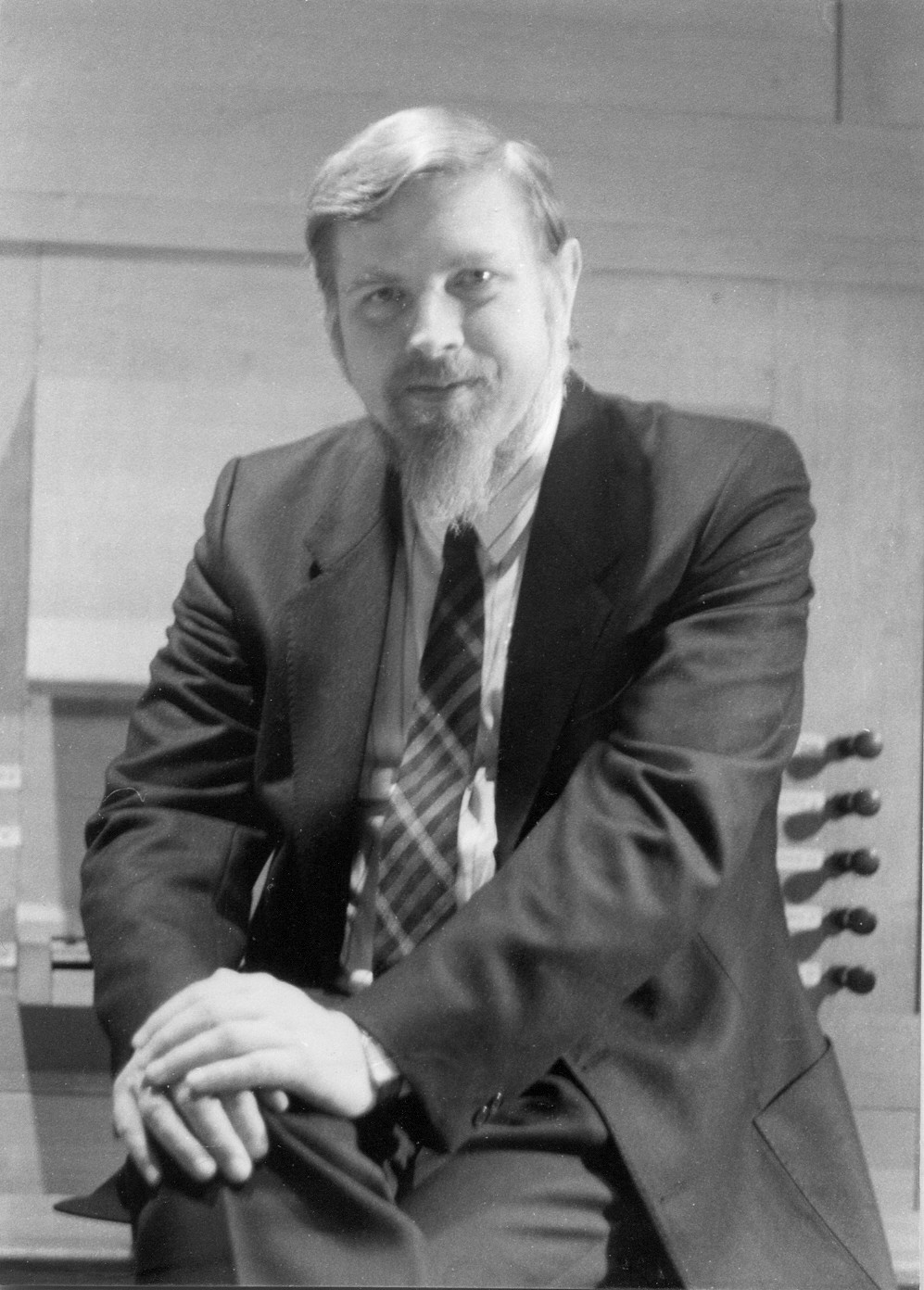
Harald Vogel, 1990

Harald Vogel (* 21. Juni 1941 in Ottersberg) ist ein deutscher Organist, Orgelforscher, Herausgeber Alter Musik und Professor an der Hochschule für Künste Bremen.

## Leben und Werk
Nach dem Abitur folgte 1960 das Studium der Kirchenmusik an der Musikhochschule Hamburg. Im Jahr 1966 legte Vogel die A-Examen als Kantor und Organist ab. In diese Zeit fielen erste Orgelkonzerte im Ausland. Von 1967 bis 1969 setzte er sich mit Leben und Werk von Arp Schnitger auseinander. Vogel war an der Endfassung von Gustav Focks Schnitger-Monographie beteiligt und gehörte zu den Initiatoren der Schnitger-Tagung 1969 in Groningen. Er gründete 1972 die Norddeutsche Orgelakademie, die von 1978 bis 2002 im Steinhaus Bunderhee Organisten aus aller Welt fortbildete und bis heute in Verbindung mit der Hochschule für Künste Bremen internationale Meisterkurse anbietet, und mit der er u. a. maßgeblich die Entwicklung der Akademie für Alte Musik Bremen beförderte. 1983 wurde ihm von der Ostfriesischen Landschaft das Ostfriesische Indigenat verliehen.
Ein wichtiges Anliegen ist ihm die Vermittlung der alten Spielweise auf historischen Orgeln. Sein Konzept, auf den Originalinstrumenten aus Gotik, Renaissance und Barock die jeweilige Orgelliteratur in der entsprechenden Aufführungspraxis und Spielweise (historische Fingersätze, Agogik, Registrierung) zur Darstellung zu bringen, hatte multiplikatorische Wirkung. Seine eigene Spieltechnik ist vom Clavichord beeinflusst, wobei durch eine natürliche Gewichtstechnik der Arme eine Sensibilisierung für den Druckpunkt der Orgeltraktur erzielt wird.
Vogel ist Initiator und Leiter des Dollart-Festivals, das von 1981 bis 2003 als Biennale mit den Niederlanden veranstaltet wurde und das erste grenzüberschreitende Orgelfestival in Europa war. 1997 gründete er das Organeum in Weener, dem heute Winfried Dahlke als künstlerischer Leiter vorsteht. Von 1985 bis 1995 hatte Vogel einen Lehrauftrag an der Hochschule für Musik, Theater und Medien Hannover, seit 1994 ist er Professor an der Hochschule für Künste Bremen.
Als Orgelsachverständiger und Landeskirchenmusikwart der evangelisch-reformierten Kirche (1983–2006) hat er zahlreiche Restaurierungsprojekte begleitet. Während seiner Amtszeit wurden zahlreiche historische Orgeln der Orgellandschaft Ostfriesland restauriert. Die konsequente Restaurierungspraxis hatte Vorbildfunktion und eine weltweite Ausstrahlungskraft. Nach seinen Plänen wurden verschiedene Orgelneubauten durchgeführt, u. a. für die Stanford Memorial Church, Tokio / St. Paul, Göteborg / Örgryte nya kyrka und Bunde.
Harald Vogel konzertiert international. Er hatte Lehraufträge an verschiedenen Instituten inne, darunter seit 1976 eine Professur für Orgelspiel am Westminster Choir College in Princeton (New Jersey), nachdem er in den USA durch die Zusammenarbeit mit den Orgelbauern Charles Fisk und John Brombaugh bekannt geworden war. Weltweit hat er Organisten in ihrer Spielweise beeinflusst und in der Öffentlichkeit ein Bewusstsein für den Wert historischer Orgeln vermittelt.
Von Harald Vogel stammen zahlreiche Veröffentlichungen, u. a. die kritische Neuausgabe der Tabulatura nova (1624) von Samuel Scheidt und der Toccaten und Choralbearbeitungen von Jan Pieterszoon Sweelinck, sämtlicher Orgelwerke von Nicolaus Bruhns und Vincent Lübeck, die Erstveröffentlichung der 24 Capricetten in allen Tonarten von Jacob Wilhelm Lustig, das Faksimile der Orgelschule Der sich selbst informirende Clavierspieler (1767) von Michael Johann Friedrich Wiedeburg sowie grundlegende Bildbände zu den historischen Orgeln in Niedersachsen. Seine Aufnahmen historischer Orgeln in Nordwestdeutschland für Radio Bremen (1962–1976), die erstmal die Magnificat-Zyklen von Hieronymus Praetorius, Samuel Scheidt und Heinrich Scheidemann einspielten, sind dokumentarisch bedeutungsvoll. Unter den zahlreichen Aufnahmen auf Tonträgern mit Orgelwerken aus der Gotik, der Renaissance und der Barockzeit ist insbesondere die Gesamteinspielung der Orgelwerke Dieterich Buxtehudes auf 17 historischen Orgeln hervorzuheben (7 CDs). Vogel hat die Redeuntes-Kompositionen aus dem Buxheimer Orgelbuch (ca. 1460) durch das Zusammenspiel von Glocke und Orgel neu erschlossen. Seine Aufnahme von Bach-Werken auf dem Pedalclavichord ist eine Premiere.
2008 erhielt Vogel in Schweden die Ehrendoktorwürde der Technischen Universität Luleå und 2012 den ECHO Klassik in der Sparte Instrumentalist des Jahres (Orgel) mit seinem Album J. P. Sweelinck: Orgelwerke Volume 1 erschienen bei Musikproduktion Dabringhaus & Grimm. 2012 wurde er mit dem Bremer Musikfest-Preis ausgezeichnet. Vom Oberlin College in Ohio erhielt er 2014 eine weitere Ehrendoktorwürde. Im Jahr 2018 wurde ihm der Buxtehude-Preis der Stadt Lübeck wegen seiner Verdienste um die norddeutsche Orgelmusik und die Verbreitung der Musik von Dieterich Buxtehude und 2024 das Verdienstkreuz am Bande verliehen.

## Publikationen (Auswahl)
Monografien und Beiträge in Sammelbänden
- »Acht kleine Präludien und Fugen« von Johann Sebastian Bach. In: Musik und Kirche. Nr. 68, 1998, S. 274–275.
- Dedesdorf, ein unbeachtetes Modell des norddeutschen Orgelbaus. In: Ars Organi. Jg. 48, Nr. 4, 2000, S. 213–216.
- Gedanken zur Kirchenmusik. In: Musik und Kirche. Nr. 68, 1998, S. 255–261.
- Geleitwort. In: Thomas Lipski: Hans Henny Jahnns Einfluss auf den Orgelbau. Olms, Wiesbaden 1997, ISBN 3-487-10321-4, S. IX–XI.
- The Genesis and Radiance of a Court Organ. In: Kerala J. Snyder (Hrsg.): The Organ as a Mirror of Its Time. Oxford University Press, Oxford 2002, ISBN 0-19-514415-5, S. 48–59.
- Historische Instrumente und Orgelbau heute. In: Musik und Kirche. Nr. 74, 2004, S. 280–284.
- Kleine Orgelkunde. Dargestellt am Modell der Führer-Orgel in der altreformierten Kirche in Bunde. 2. Aufl. Noetzel, Wilhelmshaven 2008, ISBN 3-7959-0334-3.
- Mitteltönig – Wohltemperiert. Der Wandel der Stimmungsästhetik im norddeutschen Orgelbau und Orgelrepertoire des 17. und 18. Jahrhunderts. In: Thomas Albert, Gisela Jaacks (Hrsg.): Jahrbuch Alte Musik. Band 1. Florian Noetzel, Wilhelmshaven 1989, ISBN 3-7959-0543-5, S. 119–151.
- Die Norddeutsche Orgelakademie. Entstehung und Programm. In: Ostfriesland. Nr. 2, 1978, S. 21–27.
- North German Organ Building of the Late Seventeenth Century. Registration and Tuning. In: George B. Stauffer, Ernest May (Hrsg.): J. S. Bach As Organist. His Instruments, Music, and Performance Practices. Indiana University Press, Bloomington 1986, ISBN 978-0-253-33181-6, S. 31–40.
- Harald Vogel, Reinhard Ruge, Robert Noah, Martin Stromann: Orgellandschaft Ostfriesland. Soltau-Kurier-Norden, Norden 1995, ISBN 3-928327-19-4.
- Harald Vogel, Günter Lade, Nicola Borger-Keweloh: Orgeln in Niedersachsen. Hauschild, Bremen 1997, ISBN 3-931785-50-5.
- Die neue Ahrend-Orgel in der Zionskirche Worpswede. In: Ars Organi. 61/2, 2013, S. 109–113.
- Eine Orgel für Bach im Dom zu Bardowick. In: Ars Organi. 62/4, 2014, S. 209–214.
- Het orgel te Anloo en de Noord-Duitse en Nederlandse orgelkunst in de 17e en 18e eeuw. In: Ed Panman, Henk van Eeken, Harald Vogel: Opus Magnum in de Magnuskerk te Anloo. Stichting »Muziek in Anloo«, Anloo 2002, ISBN 90-72938-23-2.
- Orgel 21 – Bau und Klang: Plädoyer für eine zeitgemäße Universalorgel. In: Musik und Kirche. Nr. 81, 2011, S. 180–186.
- Sweelincks »Orfeo«. Die »Fantasia Crommatica«. In: Musik und Kirche. Nr. 75, 2005, S. 98–104.
- Zur instrumentalen Aufführungsweise des Motettenrepertoires unter besonderer Berücksichtigung der Orgelintabulierungen. In: Walter Salmen (Hrsg.): Orgel und Orgelspiel im 16. Jahrhundert. Helbing, Rum 1978, ISBN 3-85061-030-6, S. 93–101.
- Zur Interpretation des barocken Orgelrepertoires. Anmerkungen zum Verhältnis von Artikulation und Fingersatz. In: Der Kirchenmusiker. Nr. 33, 1982, S. 4–11.
- Zur Stimmung der Orgel in der Deutschen Kirche in Stockholm. In: Lena Weman Ericsson (Hrsg.): Övertorneåprojektet. Om dokumentationen av orgeln i Övertorneå och rekonstruktionen av 1684 års orgel i Tyska kyrkan. Musikhögskolan i Piteå, Luleå 1997, ISBN 91-630-6095-7, S. 27–65.

Herausgeberschaften
- Nicolaus Bruhns: Sämtliche Orgelwerke. Breitkopf & Härtel, Wiesbaden 2008 (EB 8663).
- Vincent Lübeck: Sämtliche Orgelwerke. Breitkopf & Härtel, Wiesbaden 2015 (EB 8824).
- Jacob Wilhelm Lustig: XXIV Capricetten voor 't Clavier. Koninklijke Vereniging voor Nederlandse Muziekgeschiedenis, Utrecht 2008, ISBN 978-90-6375-190-6 (Muziek uit de Republiek. Band 9).
- Samuel Scheidt: Tabulatura Nova. Teil I (SSWV 102–126). Breitkopf & Härtel, Wiesbaden 1994, ISMN 979-0-004-17854-6 (Suche im WorldCat).
- Samuel Scheidt: Tabulatura Nova. Teil II (SSWV 127–138 und 111). Breitkopf & Härtel, Wiesbaden 1999, ISMN 979-0-00418036-5 (Suche im DNB-Portal).
- Samuel Scheidt: Tabulatura Nova. Teil III (SSWV 139–158). Breitkopf & Härtel, Wiesbaden 2002, ISMN 979-0-00418122-5 (Suche im DNB-Portal).
- Jan Pieterszoon Sweelinck: Toccaten (SwWV 282-298). Breitkopf & Härtel, Wiesbaden 2005, ISMN 979-0-00418206-2 (Suche im DNB-Portal) (Sämtliche Werke für Tasteninstrumente, Band 1).
- Jan Pieterszoon Sweelinck: Choral- und Psalmvariationen (SwWV 193, 299, 301-303, 305-314, 316). Breitkopf & Härtel, Wiesbaden 2006, ISMN 979-0-00418246-8 (Suche im DNB-Portal) (Sämtliche Werke für Tasteninstrumente, Band 3).
- Michael Johann Friedrich Wiedeburg: Der sich selbst informirende Clavierspieler (1767). Florian Noetzel, Wilhelmshaven 2006/2007, ISBN 3-7959-0900-7, ISBN 3-7959-0901-5, ISBN 3-7959-0902-3 (Beiträge zur Orgelkultur. Band 3–5).

## Vollständige Diskografie (ohne LPs)
- Arp Schnitger and the Hamburg Organ Tradition. MDG 9142125. 2019 (St. Jacobi, Hamburg: D. Buxtehude, J. Decker, H. Praetorius, J. Praetorius, H. Scheidemann, M. Weckmann, H. Vogel).
- Arp Schnitger in Groningen. Lindenberg LBCD12. 1989 (Stef Tuinstra in Eenum: Werke von Anonymus, G. Böhm, J. Pachelbel, J. A. Reincken, M. Weckmann, J.S. Bach; Harald Vogel in Godlinze: Werke von G.F. Händel, J. Mattheson, J.S. Bach).
- Arp Schnitger. Opera Omnia. Vol. 1. Organa ORA 3001. Ohne Jahr (Aa-Kerk, Groningen: Werke von S. Scheidt, H. Scheidemann, J.A. Reincken, J.S. Bach).
- Bach: Orgelwerke / Organ Works. Vol. 1. Deutsche Harmonia Mundi RD 77202. 1992 (San Simpliciano, Milano: BWV 535a/535, 564, 572, 590, 700, 701, 710, 722, 723, 729, 990, BWV deest).
- Johann Sebastian Bach: Early Organ Works. MD+G 914 1743-6. 2012 (Cappel: BWV 531, 535a, 535, 565, 579, 709, 726, 727, 734, 739, 742, 770, 917, 1115, 1119, 1121).
- The Young Bach. Loft Recordings LRCD 1009. 1999 (Eugene/Or: BWV 531, 553-560, 709, 742, 767, 914, 1119, 1120).
- Die berühmte Arp Schnitger-Orgel in Cappel. MD+G 1684-8. 2016 (J. S. Bach, D. Buxtehude, J. Pachelbel, Improvisationen).
- Nicolaus Bruhns. Das gesamte Orgelwerk. Edition Falkenberg LC-04009. 2015 (St. Ludgeri, Norden; Weener; Stanford University, CA).
- Dieterich Buxtehude: Frühe Orgelwerke Codex E.B.1688. MDG 314 2092-2. 2018 (Torrlösa, Helsingør, Pilsum, Roskilde, Damp, Hamburg, Norden und Lübeck, mit Thomas Fritzsch, Viola da Gamba)
- Dietrich Buxtehude: Orgelwerke. Vol. 1. MD+G L 3268. 1987 (St. Jakobi, Lübeck; St. Ludgeri, Norden: BuxWV 138, 142, 143, 157, 161, 178, 185, 188, 192, 199, 212, 213, 217, 219, 222).
- Dietrich Buxtehude: Orgelwerke. Vol. 2. MD+G L 3269. 1988 (St. Cosmae, Stade; Weener: BuxWV 136, 137, 139, 150, 164, 169, 172, 177, 180, 184, 187, 201, 207, 214, 215).
- Dietrich Buxtehude: Orgelwerke. Vol. 3. MD+G L 3270. 1988 (Grasberg, Damp: BuxWV 76, 144, 145, 156, 159, 160, 171, 174, 186, 193, 194, 198, 202, 205).
- Dietrich Buxtehude: Orgelwerke. Vol. 4. MD+G L 3424. 1991 (Noordbroek; Aa-Kerk, Groningen: BuxWV 141, 146, 149, 155, 167, 173, 189, 192, 197, 203, 206, 209, 220, 221, 223).
- Dietrich Buxtehude: Orgelwerke. Vol. 5. MD+G L 3425. 1993 (Pilsum, Buttforde, Langwarden, Basedow, Groß Eichsen: BuxWV 141, 146, 147, 151, 152, 168, 170, 175, 182, 183, 191, 211, 224, 245, 246).
- Dietrich Buxtehude: Orgelwerke. Vol. 6. MD+G L 3426. 1993 (Roskilde, Helsingør, Torrlösa: BuxWV 143, 151, 154, 158, 162, 175, 176, 179, 195, 200, 204, 208, 225, 249, 250).
- Dietrich Buxtehude: Orgelwerke. Vol. 7. MD+G L 3427. 1993 (St. Jacobi, Hamburg: BuxWV 139, 140, 148, 153, 166, 181, 190, 196, 210, 218).
- D. Buxtehude and his Time / und seine Zeit. Organa ORA 3208. 1985. (Stanford University, CA: Werke von D. Buxtehude, N. Bruhns, H. Scheidemann, J.S. Bach).
- Das Goldene Zeitalter der Norddeutschen Orgelkunst. Organa ORA 3207. 1985 (St. Ludgeri, Norden: Werke von H. Scheidemann, H. Praetorius, S. Scheidt, D. Buxtehude).
- Harald Vogel spielt 12  Orgeln in Ostfriesland. Edition Falkenberger. 2017, ISBN 978-3-95494-136-0 (Werke von C. Paumann, J.P. Sweelinck, H. Scheidemann, G. Böhm, C.P.E. Bach).
- Historische Orgels. Vol. 1. Organeum OC-39902. 2000 (Aa-Kerk, Groningen: Werke von J.A. Reincken, S. Scheidt, H. Scheidemann, J.S. Bach).
- Historische Orgels 2. Radeker/Garrelsorgel Magnuskerk Anloo. Organeum AS-280406. 2006 (Anloo: Werke von J.P. Sweelinck, H. Speuy, C. Goudimel, A. v. Noordt, G. Havingha, G. Böhm, J.W. Lustig).
- Vincent Lübeck. Das gesamte Orgelwerk. Edition Falkenberg LC-04009. 2015, ISBN 978-3-95494-091-2 (St. Ludgeri, Norden).
- Orgelland Ostfriesland. Deutsche Harmonia Mundi HM 939-2. 1989 (Norden, Uttum, Rysum, Westerhusen, Marienhafe, Weener: Werke von D. Buxtehude, C. Goudimel, Anonymus, J.P. Sweelinck, S. Scheidt, C. Paumann, A. Schlick, A. Ileborgh, P. Hofhaimer, H. Isaac, H.L. Hassler, G. Böhm, J.S. Bach).
- Orgeln in Ostfriesland. Vol. 1. Organeum OC-09601. 1996 (Osteel, Buttforde, Neermoor, Veenhusen, Groothusen: Werke von J.P. Sweelinck, H. Scheidemann, J. Pachelbel, M. Weckmann, J. Stanley, J.L. Krebs, C.P.E. Bach).
- Orgeln in Ostfriesland. Vol. 2. Organeum OC-09602. 1997 (Rysum, Uttum, Norden, Marienhafe: Werke von C. Paumann, A. Schlick, H. Kotter, P. Hofhaimer, H. Isaac, C. Goudimel, J.P. Sweelinck, H. Spreuy, H. Scheidemann, Anonymus, G. Böhm).
- Jacob Praetorius: Motets & Organ Works. CPO 999215-2. 1996 (Osteel).
- Recital at Church of the Ascension (Episcopal). Re Zound RZCD 5001. 2000 (Seattle/WA: Werke von J.C. Kerll, J. Pachelbel, D. Buxtehude, G. Böhm, J.S. Bach, C.P.E. Bach, H. Vogel).
- Rencontre européenne – Europäische Begegnung. Edition Falkenberg LC 04009 (H. Vogel in Weener: Werke von G. Böhm; M. Chapuis in Stapelmoor: Werke von J. Boyvin).
- Rund um Bach. Vol. 1. Organeum OC-29701. 1998 (Pedalclavichord: BWV 533, 535, 553-560, 572, 599, 604, 614, 626, 629, 641, 642).
- Rund um Bach. Vol. 2. Organeum OC-29702. 1998 (Grauhof: Werke von J.S. Bach, J.G. Walther, G.P. Telemann, G.F. Kauffmann, J.L. Krebs, H. Vogel).
- Rund um Bach. Vol. 3. Organeum OC-29703. 1998 (Noordbroek: Werke von V. Lübeck, E.N. Ammerbach, S. Scheidt, J.S. Bach, G.A. Homilius, C.P.E. Bach).
- Rund um die Welt. Renaissance and Baroque Organ Music. Vol. 1. Organeum OC-19601. 1996 (Hagakyrkan, Göteborg: Werke von J. Praetorius, J. Blitheman, T. Merula, F. Roberday, H. Scheidemann, S. Scheidt, J.N. Hanff, J. Cabanilles, J. Pachelbel, D. Buxtehude, J.S. Bach).
- Jan Pieterszoon Sweelinck: Organ Works. Vol. 1. MDG. 2011 (Schwalbennestorgel Lemgo/St. Marien).
- Jan Pieterszoon Sweelinck: De Orgel- en Klavecimbelwerken. Vol. II (3 CD). Glossamusic GCD 922409-NL. 2014 (Hagerbeer-Orgel in Leiden, andere Organisten in Amsterdam, Kantens, Leiden + Werke für Cembalo und Virginal).
- Harald Vogel spielt die Schnitger-Orgel in Ganderkesee. Edition Falkenberg. 2016, ISBN 978-3-95494-096-7 (Werke von H. Scheidemann, S. Scheidt, J. Lorenz, D. Buxtehude).
- Harald Vogel spielt die Springladen-Orgel in Langwarden. Edition Falkenberg LC-04009. 2016 (Werke von H. Scheidemann, S. Scheidt, J.U. Steigleder, J.J. Froberger, J.C. Kerll, M. Weckmann, D. Buxtehude).
- Harald Vogel spielt Georg Böhm auf der Bielfeldt-Orgel in Osterholz-Scharmbeck. Edition Falkenberg. 2016, ISBN 978-3-95494-100-1.
- Harald Vogel spielt Örgryte New Church in Göteborg North German Organ. Edition Falkenberg. 2016, ISBN 978-3-95494-072-1 (Werke von H. Praetorius, J. Steffens, H. L. Hassler, A. Düben, S. Scheidt, H. Scheidemann).
- Vom Himmel hoch: Weihnachtliche Kantaten und Motetten Norddeutscher Meister. Ars Musici AME30062. 1989 (Fiori musicali, Knabenchor Hannover; Harald Vogel in Weener und St. Ludgeri, Norden: Werke von Anonymus, G. Böhm).
- M. Weckmann, D. Buxtehude, J.G. Walther, J.L. Krebs. VLC 1189. 1989 (Jan Jongepier, Zuidbroek: Improvisationen; H. Vogel, Noordbroek: Werke von M. Weckmann, D. Buxtehude, J.G. Walther, J.L. Krebs).

## Schüler (Auswahl)
- Holger Boenstedt (* 1954), deutscher Kirchenmusikdirektor
- Winfried Dahlke (* 1969), deutscher Landeskirchenmusikdirektor
- Michael Eberth (* 1959), deutscher Organist und Dirigent
- Daniel Glaus (* 1957), Schweizer Organist und Professor
- Cleveland Johnson (* 1955), US-amerikanischer Organist und Musikwissenschaftler
- Stefan Kagl (* 1963), deutscher Konzertorganist
- Joseph Kelemen (* 1957), ungarischer Dozent und Organist
- Andrea Marcon (* 1963), italienischer Organist und Dirigent
- Alfred Müller-Kranich (* 1955), deutscher Organist und Komponist
- Martin Sander (* 1963), deutscher Konzertorganist und Professor
- Martin Strohhäcker (* 1959), deutscher Organist und Professor für Künstlerisches Orgelspiel
- Ludger Stühlmeyer (* 1961), deutscher Kantor, Komponist und Musikwissenschaftler
- Sergej Tcherepanov (* 1967), russischer Dozent und Organist